# Erlenbach (Sailaufbach)
Der Erlenbach ist ein rechter Zufluss des Sailaufbaches im  Landkreis Aschaffenburg im Spessart in Unterfranken.

## Geographie

### Verlauf
Der Erlenbach entspringt westlich von Sailauf am Sämenhof. Er durchfließt einige Weiher und mündet in Untersailauf in den Sailaufbach.

### Flusssystem Aschaff
- Liste der Fließgewässer im Flusssystem Aschaff